# Club Joventut de Badalona 2006-2007
Questa voce raccoglie le informazioni riguardanti il Club Joventut de Badalona nelle competizioni ufficiali della stagione 2006-2007.

## Stagione
La stagione 2006-2007 del Club Joventut de Badalona è la 51ª nel massimo campionato spagnolo di pallacanestro, la Liga ACB.

## Roster
Aggiornato al 8 febbraio 2025.
| DKV Joventut Badalona 2006-07 | DKV Joventut Badalona 2006-07 |
| Giocatori                     | Staff tecnico                 |
| ----------------------------- | ----------------------------- |

| N. | Naz.                                   | Ruolo | Nome               | Anno | Alt.   | Peso   |  |
| -- | -------------------------------------- | ----- | ------------------ | ---- | ------ | ------ |  |
| 4  | Brasile (bandiera) · Italia (bandiera) | P     | Marcelinho Huertas | 1983 | 191 cm | 85 kg  |  |
| 5  | Spagna (bandiera)                      | GA    | Rudy Fernández     | 1985 | 196 cm | 82 kg  |  |
| 6  | Stati Uniti (bandiera)                 | P     | Elmer Bennett      | 1970 | 183 cm | 77 kg  |  |
| 9  | Spagna (bandiera)                      | G     | Paco Vázquez (C)   | 1974 | 190 cm | 90 kg  |  |
| 10 | Gran Bretagna (bandiera)               | C     | Robert Archibald   | 1980 | 211 cm | 113 kg |  |
| 11 | Rep. Ceca (bandiera)                   | AP    | Luboš Bartoň       | 1980 | 202 cm | 100 kg |  |
| 12 | Spagna (bandiera)                      | C     | Roberto Dueñas     | 1975 | 221 cm | 141 kg |  |
| 15 | Gran Bretagna (bandiera)               | A     | Andrew Sullivan    | 1980 | 202 cm | 98 kg  |  |
| 18 | Spagna (bandiera)                      | G     | Ferran Laviña      | 1977 | 192 cm |        |  |
| 20 | Russia (bandiera) · Spagna (bandiera)  | AC    | Dmitry Flis        | 1984 | 203 cm | 100 kg |  |
| 24 | Paesi Bassi (bandiera)                 | C     | Henk Norel         | 1987 | 212 cm | 104 kg |  |
| 32 | Spagna (bandiera)                      | P     | Ricky Rubio        | 1990 | 189 cm | 80 kg  |  |
| 33 | Spagna (bandiera)                      | G     | Pau Ribas          | 1987 | 194 cm | 90 kg  |  |
| 41 | Stati Uniti (bandiera)                 | AG    | Charles Gaines     | 1981 | 202 cm | 106 kg |  |
| 51 | Gran Bretagna (bandiera)               | C     | Andrew Betts       | 1977 | 216 cm | 110 kg |  |

| Allenatore                                                         |
| - Aíto García Reneses                                              |
| Assistente/i                                                       |
| - Sito Alonso Legenda - (C) Capitano - (IN) Inattivo - Infortunato |

## Mercato

### Sessione estiva
| Acquisti | Acquisti        | Acquisti         | Acquisti   | Acquisti |
| R.a      | Nome            | da               | Modalità   |          |
| -------- | --------------- | ---------------- | ---------- | -------- |
| G        | Ferran Laviña   | Manresa          | definitivo |          |
| A        | Andrew Sullivan | Newcastle Eagles | definitivo |          |
| AG       | Charles Gaines  | ASVEL            | definitivo |          |

| Cessioni | Cessioni      | Cessioni          | Cessioni       | Cessioni |
| R.       | Nome          | a                 | Modalità       |          |
| -------- | ------------- | ----------------- | -------------- | -------- |
| AP       | Álex Mumbrú   | Real Madrid       | fine contratto |          |
| AG       | Randy Holcomb | Toshiba Brave Th. | fine contratto |          |
| C        | Jesse Young   | Free agent        | rescissione    |          |

### Dopo l'inizio della stagione
| Acquisti | Acquisti       | Acquisti | Acquisti         | Acquisti      |
| R.       | Nome           | da       | Data             | Modalità      |
| -------- | -------------- | -------- | ---------------- | ------------- |
| C        | Roberto Dueñas | Girona   | 15 novembre 2006 | definitivo    |
| C        | Roberto Dueñas | Prat     | 14 aprile 2006   | fine prestito |

| Cessioni | Cessioni       | Cessioni | Cessioni      | Cessioni |
| R.       | Nome           | a        | Data          | Modalità |
| -------- | -------------- | -------- | ------------- | -------- |
| C        | Roberto Dueñas | Prat     | 5 aprile 2006 | prestito |